# Ulica Kolejowa w Poznaniu
Ulica Kolejowa (przed 1918 niem. Bahnstraße, 1939–1945 Memelstraße) – ulica w Poznaniu, na Łazarzu, na obszarze jednostki pomocniczej Osiedle Św. Łazarz.
Biegnie z północy na południe, na wschód od ul. Głogowskiej, równolegle do niej, od ul. Gąsiorowskich do ul. Hetmańskiej, wzdłuż torów kolejowych prowadzących ze stacji Poznań Główny w stronę Berlina, Wrocławia, Ostrowa Wlkp. i Wolsztyna. Poczynając od ul. Gąsiorowskich, następujące po sobie przecznice (wyłącznie po stronie zachodniej), to ul. Kanałowa, Graniczna, Calliera, Mottego, Karwowskiego i ul. Klaudyny Potockiej. Obszar ten, mimo przeprowadzenia linii kolejowej około 1870, aż do 1900 należał do dzielnicy Wilda. Została wytyczona w końcu XIX w., od początku nosząc obecne miano, najpierw w wersji niemieckiej, a po odzyskaniu przez Polskę niepodległości – w polskiej. Krótkotrwałe odstępstwo nastąpiło jedynie podczas II wojny światowej, kiedy to władze niemieckie ustaliły dla ulicy całkowicie nową nazwę Memelstraße (Niemeńska lub Kłajpedzka).
Z końca XIX w. w przetrwały nieliczne relikty zabudowy o charakterze gospodarczym. W 1872 po stronie wschodniej, przylegającej do terenów kolejowych pojawiła się fabryka narzędzi rolniczych (nr 1/3) Napoleona Urbanowskiego (od 1897 firma Nitsche), młyn parowy (w okresie międzywojennym Młyn Poznański), a nieco później szeregi jednolitych domów z małymi mieszkaniami przeznaczonymi dla pracowników kolei, z obszernym zapleczem gospodarczym (m.in. komórki i ogrody) i pozostałości kolejowej infrastruktury technicznej. Towarzyszą im inne budynki, dawniej pełniące funkcje socjalne dla PKP (ośrodek zdrowia, straż pożarna, hotele robotnicze), dziś częściowo o innym przeznaczeniu.
Po przeciwnej stronie zabudowa zyskała częściowo charakter zwarty, składając się z kamienic czynszowych o raczej przeciętnych walorach architektonicznych. Wyróżnia się kamienica nr 44 na narożniku ul. Mottego, z neogotycką dekoracją (silnie uszkodzona) z około 1900 i nr 55–55a na rogu ul. Kanałowej – modernistyczna, zbudowana około 1910 według projektu Kazimierza Ulatowskiego lub Kazimierza Rucińskiego.
Dom nr 40 należy do zespołu zabudowy powstałej w latach 1912–1913 dla Spółdzielni Urzędników Niemieckich (DBWBV) przy ul. Karwowskiego (proj. Joseph Leimbach) – po 1919 własność Uniwersytetu Poznańskiego.
Pod nr 57 zlokalizowano w 1928 – już nieistniejącą – Mleczarnię Szwajcarską należącą do hr. Stanisława Turno z Objezierza. Na rogu ul. Gąsiorowskich mieściło się Wielkopolskie Centrum Ortopedyczne im. Ireneusza Wierzejewskiego. Na przeciwległym krańcu, przy ul. Hetmańskiej po stronie zachodniej mieszczą się ogródki działkowe, założone jako pierwsze w Poznaniu, w 1904. Po przeciwnej stronie zabudowania dawnej parowozowni (sporadycznie bywa tu udostępniany do zwiedzania pociąg ratowniczy) kiedyś wyznaczały koniec ulicy.
Pod nr 29 w latach 1879–1939 znajdowało się ogrodnictwo i sad prof. Alfreda Denizota. Jest też trochę zabudowy z 2. połowy XX w.
Obecnie w zabudowaniach dawnej fabryki pod nr 1/3 mieści się m.in. Wydział Artystyczny Wyższej Szkoły Umiejętności Społecznych.
Pod nr 52 znajduje się Salezjański Ośrodek Młodzieżowy.
Osobliwością jest stara kolejność numeracji domów, biegnącej z północy na południe i z powrotem, tak, że pierwszy i ostatni numer wypadają naprzeciw siebie w okolicach ul. Gąsiorowskich.